# Callicebus olallae
Callicebus olallae är en däggdjursart som beskrevs av Einar Lönnberg 1939. Callicebus olallae ingår i släktet springapor och familjen Pitheciidae. Inga underarter finns listade.
Djuret har huvudsakligen en rödbrun pälsfärg som är mörkare kring det nakna svarta ansiktet. På ryggens bakre del och vid extremiteterna är pälsen mer orange. Liksom hos andra springapor är svansen påfallande lång. En hanne var 32,5cm lång (huvud och bål) och hade en 42,5cm lång svans. Viktuppgifter saknas.
Denna springapa förekommer bara i ett 400 km² stort område i norra Bolivia som utgörs av galleriskogar. Ett föräldrapar bildar en liten flock med sina ungar som försvarar ett revir. De äter främst frukter. Anspråket på reviret visas med höga läten. Individerna går på fyra ben och hoppar.
Callicebus olallae hotas av jakt och skogsavverkningar. IUCN kategoriserar arten globalt som starkt hotad.